# Mehdi Mostefa
Mehdi Mostefa Sbaa (Digione, 30 agosto 1983) è un ex calciatore algerino, di ruolo centrocampista.